# Seif El-Shenawy
Seif El-Shenawy (arabisch سيف الشناوى‎; * 9. September 2001 in Kairo) ist ein ägyptischer Squashspieler. 

## Karriere
Seif El-Shenawy spielte 2019 erstmals und seit 2021 professionell auf der PSA World Tour. Auf dieser gewann er bislang einen Titel. Dieser erste Titelgewinn gelang ihm im Oktober 2022 in Lakeville mit einem Finalsieg gegen Spencer Lovejoy. Seine beste Platzierung in der Weltrangliste erreichte Elshafei mit Rang 74 am 29. Januar 2024. Für die Weltmeisterschaft 2021/22 erhielt er eine Wildcard und schied in der Auftaktrunde gegen den topgesetzten Paul Coll aus. Im November 2022 gehörte Elshafei zur ägyptischen Mannschaft, die den Titel bei den Mannschafts-Afrikameisterschaften gewann.

## Erfolge
- Afrikameister mit der Mannschaft: 2022
- Gewonnene PSA-Titel: 1